# 台湾芦竹
台湾芦竹为禾本科芦竹属的物种，分布於西表島、臺灣、菲律賓巴丹島。其种加词“formosana”意为“台湾的”。